# Joe Blewitt
Charles Edward Blewitt, detto Joe (Upton-upon-Severn, 1º novembre 1895 – Birmingham, 30 maggio 1954), è stato un mezzofondista e siepista britannico.

## Palmarès
- Giochi olimpici

Anversa 1920: argento nei 3000 metri a squadre.
- Campionati internazionali di corsa campestre

Caerleon 1921: oro a squadre.
Glasgow 1922: argento a squadre.
Maisons-Laffitte 1923: oro nell'individuale, argento a squadre.
Newcastle-on-Tyne 1924: oro a squadre.